# مركز البحث الأمازيغي
مركز البحث الأمازيغي (بالفرنسية: Centre de Recherche Berbère؛ اختصارا: CRB) هو قسم في المعهد الوطني للغات والحضارات الشرقية (INALCO) في باريس، فرنسا متخصص في اللغات الأمازيغية. أسسه سالم شاكر سنة 1990 م وعمل على إدارته حتى نهاية سنة 2009. يرأسه حاليا ومنذ يناير 2010 عبد الله بونفور. تنتظم أنشطة المركز حول ثلاث محاور: اللسانيات الأمازيغية، الأدب الأمازيغي، والثقافة والمجتمع الأمازيغيين.

## روابط خارجية
- الموقع الإلكتروني لمركز البحث الأمازيغي